# Шингак-Куль
Шинга́к-Куль (рос. Шингак-Куль, башк. Шөңгәккүл) — село у складі Чишминського району Башкортостану, Росія. Входить до складу Шингак-Кульської сільської ради.
Населення — 2975 осіб (2010; 2553 у 2002).
Національний склад:
- татари — 33 %
- росіяни — 33 %

До села було приєднано селище Нікітинка з населенням 202 особи (2002), з яких росіяни — 35 %, татари — 31 %.